# Grêmio Esportivo Taquariense
O Grêmio Esportivo Taquariense é um clube brasileiro de futebol, da cidade de Taquari, no estado do Rio Grande do Sul. Suas cores são azul e branco. 

## História
O clube, fundado em 1940, com sucesso em competições amadoras do estado, profissionalizou-se nos anos 90, disputando o Campeonato Gaúcho 1ª divisão - Série B entre 1996 e 1999.